# Japan Open Tennis Championships 1979
Il Japan Open Tennis Championships 1979 è stato un torneo di tennis giocato sulla terra rossa. È stata la 7ª edizione del Japan Open Tennis Championships, che fa parte della categoria del Colgate-Palmolive Grand Prix 1979 e del WTA Tour 1979. Sia il torneo maschile che quello femminile si sono giocati a Tokyo in Giappone, dal 22 al 31 ottobre 1979.

## Campioni

### Singolare maschile
Terry Moor ha battuto in finale  Pat Du Pré con il punteggio di 3–6, 7–6, 6–2

### Singolare femminile
Betsy Nagelsen ha battuto in finale  Naoko Satō con il punteggio di 6–1, 3–6, 6–3

### Doppio maschile
Colin Dibley /  Pat Du Pré hanno battuto in finale  Rod Frawley /  Francisco González con il punteggio di 3–6, 6–1, 6–1

### Doppio femminile
Betsy Nagelsen /  Penny Johnson  hanno battuto in finale  Yu Li Chiao /  Chen Chuan con il punteggio di 3–6, 6–4, 7–6